# Reggenza di Bener Meriah
La reggenza di Bener Meriah è una reggenza (in indonesiano: kabupaten) dell'Indonesia, situata nella provincia di Aceh.
Il capoluogo della reggenza è Simpang Tiga Redelong.